# Mariankowo, Tỉnh West Pomeranian
Mariankowo [marjanˈkɔvɔ] (tiếng Đức: Kolonie Marienfließ) là một khu định cư ở khu hành chính của Gmina Marianowo, thuộc hạt Stargard, West Pomeranian Voivodeship, ở phía tây bắc Ba Lan.